# Magy
Magy là một thị trấn thuộc hạt Szabolcs-Szatmár-Bereg, Hungary. Thị trấn này có diện tích 20,7 km², dân số năm 2010 là 970 người, mật độ 47 người/km².